# Masaru Yamada
Masaru Yamada (født 14. juni 1994) er en japansk fægter.
Han repræsenterede Japan ved sommer-OL 2020 i Tokyo, hvor han vandt guld i holdkonkurrencen i kårde.
Ved sommer-OL i Paris i 2024 vandt han sølv i holdkonkurrencen.